# Kiss Me First
Kiss Me First – brytyjski serial telewizyjny (horror, thriller) wyprodukowany przez Balloon oraz Kindle Entertainment, którego jest luźną adaptacją powieści o tym samym tytule autorstwa Lottie Moggach. Serial jest emitowany od 2 kwietnia 2018 roku przez Channel 4. Natomiast w Polsce cały pierwszy sezon został udostępniony 29 czerwca 2018 roku na Netflix.

## Fabuła
Serial skupia się na Leili, samotnej nastolatce, która jest uzależniona od gry internetowej Azana. Dziewczyna w wirtualnym świecie poznaje Tess, imprezowiczkę, która z czasem staje się jej najlepszą przyjaciółką. Po pewnym czasie Tessa znika, a Leila przejmuje jej tożsamość. Dziewczyna zostaje wciągnięta w to wszystko, co stoi za zniknięciem Tess.

## Obsada
- Tallulah Haddon jako Leila
- Simona Brown jako Tess
- Matthew Beard jako głos Adrian
- George Jovanovic jako Calumny
- Freddie Stewart jako Force
- Misha Butler jako Jocasta
- Haruka Abe jako Tippi
- Samuel Bottomley jako Denier

## Odcinki
| Sezon | Odcinki | Oryginalna emisja w Channel 4 | Oryginalna emisja w Channel 4 | Oryginalna emisja w Netflix | Oryginalna emisja w Netflix | Oryginalna emisja w Netflix |
| Sezon | Odcinki | Premiera sezonu               | Finał sezonu                  | Premiera sezonu             | Finał sezonu                |                             |
| ----- | ------- | ----------------------------- | ----------------------------- | --------------------------- | --------------------------- | --------------------------- |
| 1     | 6       | 2 kwietnia 2018               | 6 maja 2018                   | 29 czerwca 2018             | 29 czerwca 2018             |                             |

### Sezon 1 (2018)
| Nr | Tytuł                 | Reżyseria          | Scenariusz                      | Premiera w Channel 4 | Premiera w Netflix |
| -- | --------------------- | ------------------ | ------------------------------- | -------------------- | ------------------ |
| 1  | She Did Something     | Misha Manson-Smith | Bryan Elsley                    | 2 kwietnia 2018      | 29 czerwca 2018    |
| 2  | Make It Stop          | Misha Manson-Smith | Bryan Elsley                    | 9 kwietnia 2018      | 29 czerwca 2018    |
| 3  | Off the Rails         | Misha Manson-Smith | Rachel Hirons, Bryan Elsley     | 16 kwietnia 2018     | 29 czerwca 2018    |
| 4  | Friends Let Us Down   | Tom Green          | Laura Deeley, Bryan Elsley      | 23 kwietnia 2018     | 29 czerwca 2018    |
| 5  | The Witch Is Coming   | Tom Green          | Jamie Brittain, Lauren Sequeira | 30 kwietnia 2018     | 29 czerwca 2018    |
| 6  | You Can Never Go Home | Tom Green          | Laura Deeley, Bryan Elsley      | 6 maja 2018          | 29 czerwca 2018    |

## Produkcja
Zdjęcia do serialu powstały m.in. na terenie Chorwacji (Park Narodowy Krka w żupanii szybenicko-knińskiej, wzgórze Marjan w Splicie).